# Malestroit
Malestroit (bret. Malastred) – miejscowość i gmina we Francji, w regionie Bretania, w departamencie Morbihan.
Według danych na rok 1990 gminę zamieszkiwało 2357 osób, a gęstość zaludnienia wynosiła 406 osób/km² (wśród 1269 gmin Bretanii Malestroit plasuje się na 254. miejscu pod względem liczby ludności, natomiast pod względem powierzchni na miejscu 997.).
W Malestroit w 1940 odbyła parada polskiego wojska przed gen. Sikorskim, zaraz przed wyjazdem do Anglii.